# Hélie de Bourdeilles
Hélie de Bourdeilles (Agonac, 1413 – Artannes-sur-Indre, 5 luglio 1484) è stato un cardinale francese.

## Biografia
Figlio di Arnaud de Bourdeilles e Jeanne de Chamberlhac, entrò ancor giovane nell'Ordine dei frati minori conventuali a Périgueux.
Rifiutò l'elezione a vescovo di Périgueux fatta dal capitolo di quella diocesi, ma il 18 novembre 1437 vi fu assegnato da papa Eugenio IV.
Per desiderio del re Luigi XI, il 16 maggio 1468 fu trasferito da papa Paolo II alla sede arcivescovile di Tours.
Sisto IV il 15 novembre 1483 lo creò cardinale del titolo di Santa Lucia in Silice.
Dopo la morte, avvenuta nel castello di Artannes-sur-Indre il 5 luglio del 1484, fu venerato da popolo come santo. Nel 1526 si aprì il processo di canonizzazione, ma il suo culto fu approvato solo nel 1913 per la diocesi di Tours. La festa liturgica venne fissata per il giorno del suo dies natalis.

## Genealogia episcopale e successione apostolica
La genealogia episcopale è:
- Vescovo Pietro Boiardo
- Arcivescovo Tommaso Perondoli
- Cardinale Niccolò Albergati, O.Cart.
- Cardinale Hélie de Bourdeilles, O.F.M.Conv.

La successione apostolica è:
- Arcivescovo Pierre Cadoet (1482)